# Gonomyia aspera
Gonomyia aspera är en tvåvingeart som beskrevs av Alexander 1943. Gonomyia aspera ingår i släktet Gonomyia och familjen småharkrankar.
Artens utbredningsområde är Peru. Inga underarter finns listade i Catalogue of Life.